# Unidad Mixta de Investigación

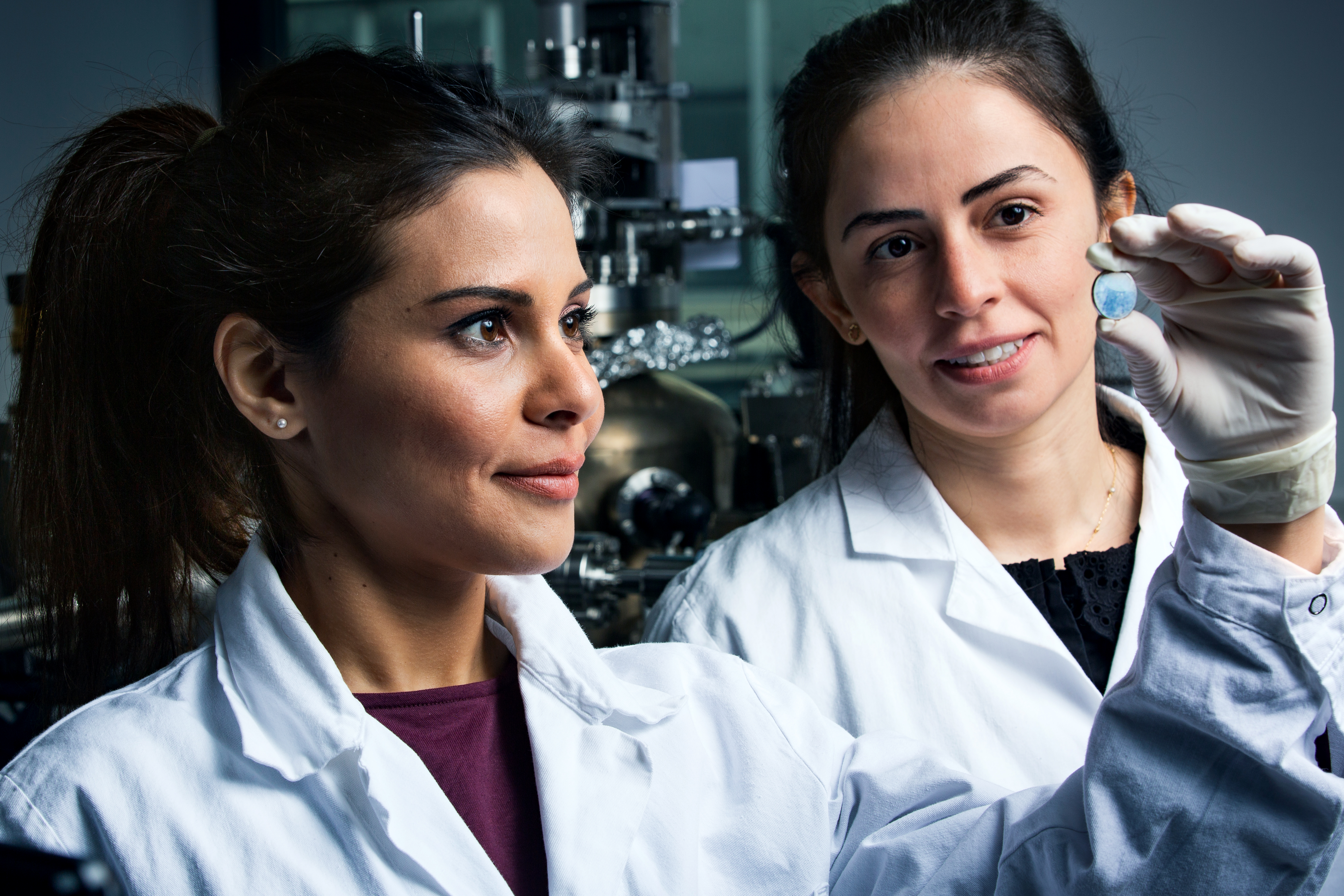
Investigadoras postdoctorales del Laboratorio de Física de Interfaces y Películas Delgadas, una Unidad mixta de investigación del CNRS

La Unidad Mixta de Investigación (en francés Unité Mixte de Recherche abreviado UMR) en Francia, es una entidad administrativa creada por la firma de un contrato de asociación, entre por una parte uno o varios laboratorios o departamentos de investigación de un establecimiento de enseñanza superior (léase de una universidad), o de un organismo de investigación, y por otra parte el Centro Nacional para la Investigación Científica de Francia (CNRS). Una unité mixte de recherche (unidad mixta de investigación) generalmente es creada por cuatro años.
Obviamente las áreas temáticas abarcadas y apoyadas por una estructura administrativa de este tipo, pueden ser muy variadas, englobando por ejemplo campos tales como el derecho, la historia, etc.

## Otras denominaciones
Este tipo de estructuras o de asociaciones de cooperación, igualmente existen bajo denominaciones a veces diferentes, patrocinadas por algún otro organismo francés público-privado de investigación, como :
- Institut national de la santé et de la recherche médicale (INSERM) ;
- Institut national de la recherche agronomique (INRA) ;
- Centre de coopération internationale en recherche agronomique pour le développement (CIRAD) ;
- Institut de recherche pour le développement (IRD) ;
- Institut de recherche en sciences et technologies pour l'environnement (CEMAGREF) ;
- Institut français de recherche pour l'exploitation de la mer (IFREMER) ;
- Institut Télécom.